# Arayik Bagdadian
Arayik Bagdadian –en armenio, Արայիկ Բաղդադյան– (29 de agosto de 1973) es un deportista armenio que compitió en lucha libre. Ganó una medalla de plata en el Campeonato Europeo de Lucha de 1994, en la categoría de 62 kg.

## Palmarés internacional
| Campeonato Europeo | Campeonato Europeo | Campeonato Europeo | Campeonato Europeo |
| Año                | Lugar              | Medalla            | Categoría          |
| ------------------ | ------------------ | ------------------ | ------------------ |
| 1994               | Roma (Italia)      | Medalla de plata   | 62 kg              |